# Logan (Iowa)
Logan è una città degli Stati Uniti d'America, situata nello Stato dell'Iowa, nella contea di Harrison, della quale è il capoluogo.